# Le Couvent de la bête sacrée
Pour plus de détails, voir Fiche technique et Distribution.
Le Couvent de la bête sacrée (聖獣学園, Seijū gakuen) est un film japonais de nonnesploitation, du sous-genre de pinku eiga produit par Toei Company, réalisé par Norifumi Suzuki et sorti en 1974.

## Synopsis
À la recherche de ses origines, une jeune Japonaise entre comme nonne au couvent du Sacré-Cœur dont elle possède une croix, signe que sa mère y était religieuse. Elle découvre un monde hédoniste où archevêque pécheur, mère supérieure lesbienne et autres nonnes doivent se fouetter cruellement en expiation de leurs fautes. Elle apprend que son père est l'archevêque et que pour la punir de ce péché de chair, sa mère a été martyrisée à mort et qu'elle est morte en la mettant au monde.

## Fiche technique
- Titre original : 聖獣学園 (Seijū gakuen?)
- Titre français : Le Couvent de la bête sacrée
- Réalisation : Norifumi Suzuki
- Scénario : Masahiro Kakefuda et Norifumi Suzuki
- Photographie : Masao Shimizu
- Musique : Masao Yagi
- Décors : Shūichirō Nakamura
- Montage : Osamu Tanaka
- Société de production : Tōei
- Pays d'origine :  Japon
- Langue : japonais
- Format : couleur - 2,35:1 - 35 mm - son mono
- Genres : film érotique - pinku eiga - nonnesploitation
- Durée : 91 minutes[1]
- Date de sortie :
  - Japon : 16 février 1974[1]

## Distribution
- Yumi Takigawa : Maya Takigawa
- Emiko Yamauchi : Matsuko Ishida
- Yayoi Watanabe : Hisako Kitano
- Ryōko Ima : Natarii Guriin (Natalie Green)
- Harumi Tajima : Tamao Oka
- Natsuko Yashiro : Kaoru Onotsuka (comme Yûko Oribe)
- Marie Antoinette : Janetto (Janet)
- Emi Jō : Yōko Watanabe (comme Emi Shiro)
- Rie Saotome : Emi Takanami
- Sanae Ōhori : Mie Mitsuko
- Kyouko Negishi : Michiko Shinohara
- Yumi Kimura : Keiko Kitano
- Yōko Mihara : Sadako Matsumara
- Akiko Mori : Aya Ogasahara
- Fumio Watanabe : Priest Kakinuma
- Hayato Tani : Kenta Aoki
- Ryōko Ema
- Kiyome Takemura
- Komimasa Tanaka